# Atheris rungweensis
Atheris rungweensis este o specie de șerpi din genul Atheris, familia Viperidae, descrisă de Bogert 1940. Conform Catalogue of Life specia Atheris rungweensis nu are subspecii cunoscute.